# 蘭格帕斯
61°37′N 72°10′E / 61.617°N 72.167°E
蘭格帕斯（俄语：Лангепа́с）是俄羅斯漢特-曼西自治區東部的一個城市。距漢特-曼西斯克以東545公里、秋明東北875公里。2002年人口37,182人。
1985年建市。石油和天然氣的開採是本市主要產業。城名在漢特語的意思是「松鼠水道」。